# Botanophila nigricauda
Botanophila nigricauda är en tvåvingeart som beskrevs av Wei 1988. Botanophila nigricauda ingår i släktet Botanophila och familjen blomsterflugor. Inga underarter finns listade i Catalogue of Life.